# Dla ciebie, Polsko
Dla ciebie, Polsko – polski film niemy z 1920 roku, opowiadający o wojnie polsko-bolszewickiej. Do naszych czasów zachowały się 32-minutowe fragmenty.

## Obsada
- Antoni Różański – dziedzic Marcin Oksza, powstaniec z 1863
- Henryk Rydzewski – Franek
- Stanisław Jasieński – chłop Wojciech Siekiera
- Jadwiga Doliwa(inne języki) – Hanka, wnuczka Siekiery, ukochana Franka
- Jan Karpowicz – Tomasz, sługa Okszy
- Ryszard Sobiszewski – bolszewik Sasza
- Jan Czapski – wachmistrz
- St. Sybicz – Antek
- Karol Karliński – dowódca polskiego oddziału
- Paweł Owerłło – Fisch